# Henryk Grossmann
Henryk Grossman (do 1915 właśc. Chaskel Grossmann, ur. 14 kwietnia 1881 w Krakowie, zm. 24 listopada 1950 w Lipsku) – polsko-niemiecki ekonomista i historyk pochodzenia żydowskiego, przedstawiciel tradycji marksistowskiej.

## Życiorys
Był czwartym z pięciorga dzieci właściciela kopalni Herza (Henryka seniora) Grossmanna (zm. 1896) i Sary Kurz. Jego rodzice przenieśli się do Krakowa z Tarnowa i mieszkali przy ul. Starowiślnej 27. Zawarli ślub w 1887, trzy lata po narodzinach ostatniego dziecka. W domu rodzina posługiwała się językiem polskim i młody Henryk był znany pod polskim imieniem podobnie jak jego ojciec, przyjął kulturę polską i mentalność szlachecką galicyjskich elit. Uczęszczał do Gimnazjum św. Jacka w Krakowie, które ukończył w 1900. Uczył się tam m.in. języka francuskiego i religii żydowskiej, we własnym zakresie czytał literaturę niemiecką. Według własnej relacji zetknął się z ruchem socjalistycznym podczas święta majowego w 1896, półtora miesiąca przed śmiercią ojca. W ostatnich latach gimnazjalnych uczestniczył w redagowaniu studenckiego pisma socjaldemokratycznego, prawdopodobnie lwowskiego „Promienia” i w konferencji socjalistycznej we Lwowie. Od 1897 mieszkał z matką w należącej do niej kamienicy przy ul. św. Sebastiana 36.
W 1898 dołączył do Polskiej Partii Socjalno-Demokratycznej Galicji i Śląska Cieszyńskiego, by w 1905 dokonać w niej rozłamu i utworzyć Żydowską Partię Socjaldemokratyczną, której przewodził do 1908. Od 1900 studiował prawo i filozofię na Uniwersytecie Jagiellońskim. Był działaczem Stowarzyszenia Kształcącej się Młodzieży Postępowej „Ruch”, które zrzeszało środowiska PPS i SDKPiL. Latem 1901 zorganizował z Zygmuntem Żuławskim z ramienia „Ruchu” ogólnogalicyjską konferencję dla maturzystów, w której uczestniczyło mimo ataków prasy prawicowej dwieście osób. W listopadzie 1901 przewodniczył zwołanemu za zgodą rektora UJ spotkaniu w sprawie postulatów ukraińskich studentów ze Lwowa w sprawie powołania tam ukraińskiego uniwersytetu, które zakończyło się uchwaleniem poparcia. W roku akademickim 1902/1903 był wiceprezesem „Ruchu”, a po zastąpieniu go przez Karola Radka w kolejnym roku sekretarzem zarządu.
Po uzyskaniu stopnia doktora praw na UJ 25 listopada 1908 wyjechał do Wiednia, gdzie 1 grudnia poślubił poznaną w Krakowie malarkę Janinę Reicher (1882–1943), córką handlowca z Aleksandrowa. Ich syn Jan Henryk (Jean Henri) urodził się w Paryżu w 1910. W Wiedniu Grossman rozpoczął siedmioletnią aplikację prawniczą, równocześnie uczęszczał na seminaria z ekonomii prowadzone przez marksistę Carla Grünberga i przez krytyka marksizmu, pioniera szkoły austriackiej Eugena von Böhma-Bawerka. W 1914 otworzył własną kancelarię przy wiedeńskim sądzie krajowym (Landesgericht).
Po wybuchu I wojny światowej zmobilizowany do austriackiej armii, służył jako porucznik artylerii. W 1919 zamieszkał w Warszawie i został pracownikiem odpowiedzialnym GUS. Jeden z autorów koncepcji i realizatorów pierwszego powszechnego spisu w 1921 r. Udzielał się też w Polskim Towarzystwie Ekonomicznym, w 1922 został powołany na profesora polityki gospodarczej na Wydziale Społeczno-Ekonomicznym Wolnej Wszechnicy Polskiej. W 1924 aresztowany w związku z wykryciem w wynajętym na jego nazwisko mieszkaniu Sekretariatu KC KPRP. 
Po zwolnieniu wyjechał do Niemiec. W 1925 został zatrudniony w Instytucie Badań Społecznych we Frankfurcie, kierowanym najpierw przez Carla Grünberga, a od 1930 przez Maxa Horkheimera. 28 marca 1927 uzyskał habilitację na Wydziale Ekonomii i Nauk Społecznych Uniwersytetu Johanna Wolfganga Goethego we Frankfurcie na podstawie rozprawy Österreichs Handelspolitik.
Opuścił Niemcy po dojściu Hitlera do władzy w 1933 i udał się do Paryża, później w styczniu 1936 do Londynu, a w październiku 1937 do Nowego Jorku. Tam rozeszły się jego drogi ze współpracownikami z Instytutu Badań Społecznych, którzy odeszli od marksizmu i poszukiwania wyjaśnień naukowych na rzecz tworzonej przez siebie teorii krytycznej, podczas gdy Grossmann porzucił w 1936 krytyczne nastawienie do Związku Socjalistycznych Republik Radzieckich. Do 1941 i ponownie po wojnie prowadził w swoim domu zajęcia dla niewielkich grup studentów Columbia University, przy którym afiliowany był w Nowym Jorku Instytut Badań Społecznych. Do jego najbliższych przyjaciół w tym okresie należeli pisarka australijska Christina Stead i jej partner William J. Blake. W 1943 jego żona i syn zostali zamordowani w Auschwitz-Birkenau, w innym obozie zagłady zginął jego brat z żoną.
W lutym 1949 Grossman wyruszył w podróż powrotną do Europy na pokładzie polskiego statku „Batory” i objął stanowisko kierownika katedry ekonomii politycznej uniwersytetu w Lipsku. Z powodów osobistych i naukowych odrzucił ofertę zatrudnienia w Warszawie podczas przejazdu przez Polskę. W maju odwiedziła go Helene Weigel, w czerwcu 1949 wstąpił do Socjalistycznej Partii Jedności Niemiec. Z powodu szybko pogarszającego się stanu zdrowia (m.in. choroba Parkinsona) zdołał przeprowadzić tylko dwa semestry wykładów. W marcu 1950 miasto Lipsk nominowało go do Nagrody Państwowej NRD. Zmarł w lipskiej Poliklinice 24 listopada 1950.

## Dorobek naukowy i koncepcje
W swoich pracach teoretycznych Grossmann zajmował się Marksowską teorią nieuchronności kryzysów kapitalizmu, metodą Marksa w Kapitale, znaczeniem rozróżnienia pomiędzy wartością użytkową a wartością wymienną oraz związkiem gospodarki z walką klas.
Jego głównym wkładem do ekonomii politycznej jest dzieło Das Akkumulations- und Zusammenbruchsgesetz des kapitalistischen Systems, opublikowane w Lipsku, na kilka miesięcy przed kryzysem gospodarczym w 1929.
Materiały archiwalne Henryka Grossmanna znajdują się w PAN Archiwum w Warszawie pod sygnaturą III-155.

## Recepcja
Kierując się teorią niedostatecznej konsumpcji i podzielając optymizm Keynesa co do możliwości powstrzymania kryzysów poprzez zwiększone wydatki państwa, Paul M. Sweezy w Teorii rozwoju kapitalizmu (1942) zarzucił Grossmannowi podejście mechanistyczne. Pominął jednak przy tym podane przez Grossmanna objaśnienie, dlaczego spadek stopy zysku powoduje kryzysy. Podobne zarzuty o mechanistyczne rozumienie spodziewanego upadku kapitalizmu (bez udziału politycznej mobilizacji klasy pracującej) wysuwali wobec Grossmanna przedstawiciele marksizmu-leninizmu, przede wszystkim Jenö Varga.

## Prace
- Proletaryat wobec kwestyi żydowskiej. Z powodu niedyskutowanej dyskusyi w „Krytyce”, Kraków 1905.
- Polityka przemysłowa i handlowa rządu Terezyańsko-Józefińskiego w Galicyi 1772–1790, „Przegląd Prawa i Administracji” 10, 1912.
- Österreichs Handelspolitik mit Bezug auf Galizien in der Reformperiode 1772–1790, Carl Konegen, Wien 1914.
- Die Anfänge und geschichtliche Entwicklung der amtlichen Statistik in Österreich, „Statistische Monatsschrift. Neue Folge(inne języki)” 21, 1916, s. 331–423.
- Znaczenie i zadania pierwszego powszechnego spisu ludności w Polsce, „Miesięcznik Statystyczny” 1/1, 1920.
- (red. i tłum.) Niewydane pisma Karola Marksa, Spółdzielnia Wydawnicza „Książka”, Warszawa 1923.
- Simonde de Sismondi et ses théories économiques : Une nouvelle interprétation de sa pensée, Wolna Wszechnica Polska, Warszawa 1924.
- Struktura społeczna i gospodarcza Księstwa Warszawskiego na podstawie spisów ludności 1808–1810, Główny Urząd Statystyczny, Warszawa 1925.
- Eine neue Theorie über Imperialismus und die soziale Revolution, „Archiv für die Geschichte des Sozialismus und der Arbeiterbewegung(inne języki)” 13. 1928, s. 141–192.
- Die Änderung des ursprünglichen Aufbauplans des Marxschen „Kapital“ und ihre Ursachen, „Archiv für die Geschichte des Sozialismus und der Arbeiterbewegung(inne języki)” 14, 1929, s. 305–338.
- Das Akkumulations- und Zusammenbruchsgesetz des kapitalistischen Systems. (Zugleich eine Krisentheorie), C. L. Hirschfeld, Leipzig 1929 (przekłady na hiszpański 1979, angielski w wersji skróconej przez Jairusa Banajiego(inne języki) 1992, włoski 2010)
- Die Goldproduktion im Reproduktionsschema von Marx und Rosa Luxemburg, [w:] Festschrift für Carl Grünberg zum 70. Geburtstag, C. L. Hirschfeld, Leipzig 1932, s. 152–184.
- Die gesellschaftlichen Grundlagen der mechanistischen Philosophie und die Manufaktur, „Zeitschrift für Sozialforschung(inne języki)” 4/2, 1935, s. 161–231.
  - przekład angielski: The Social Foundations of Mechanistic Philosophy and Manufacture, „Science in Context(inne języki)” 1/1, 1987, s. 129–180.
- W. Playfair, the Earliest Theorist of Capitalist Development, „The Economic History Review(inne języki)”, 18, 1-2, 1948, s. 65–83.
- Marx, die klassische Nationalökonomie und das Problem der Dynamik, Europäische Verlagsanstalt(inne języki), Frankfurt 1969.
- Anarchismus, Bolschewismus, Sozialismus: Aufsätze aus dem „Wörterbuch der Volkswirtschaft“ (z Carlem Grünbergiem) [1930], red. Claudio Pozzoli(inne języki), Europäische Verlagsanstalt, Frankfurt 1971.
  - przekład francuski: Marx, l'économie politique classique et le problème de la dynamique, Champ Libre(inne języki), Paris 1975.
- The Social and Economic Roots of the Scientific Revolution: Texts by Boris Hessen and Henryk Grossmann, red. Gideon Freudenthal(inne języki) i Peter McLaughlin(inne języki), Springer(inne języki), Dordrecht 2009.
- Capitalism's Contradictions: Studies of Economic Theory before and after Marx, red. Rick Kuhn(inne języki), Haymarket Books(inne języki), Chicago 2017.
- Works, red. Rick Kuhn, 4 t., Brill, Leiden 2018-2023.